# Magistrado romano
Os magistrados romanos eram oficiais eleitos na Roma Antiga. Durante o período do Reino de Roma, o rei de Roma foi o principal magistrado executivo com poder, na prática, absoluto: ele era o principal sacerdote, legislador, juiz e o único comandante do exército.
No direito romano, um magistrado era considerado um posto judicial sênior e o mestre (magister) um dos mais altos cargos administrativos de poder. No entanto, no século IV, o título de magistrado foi abolido.

## Classificação

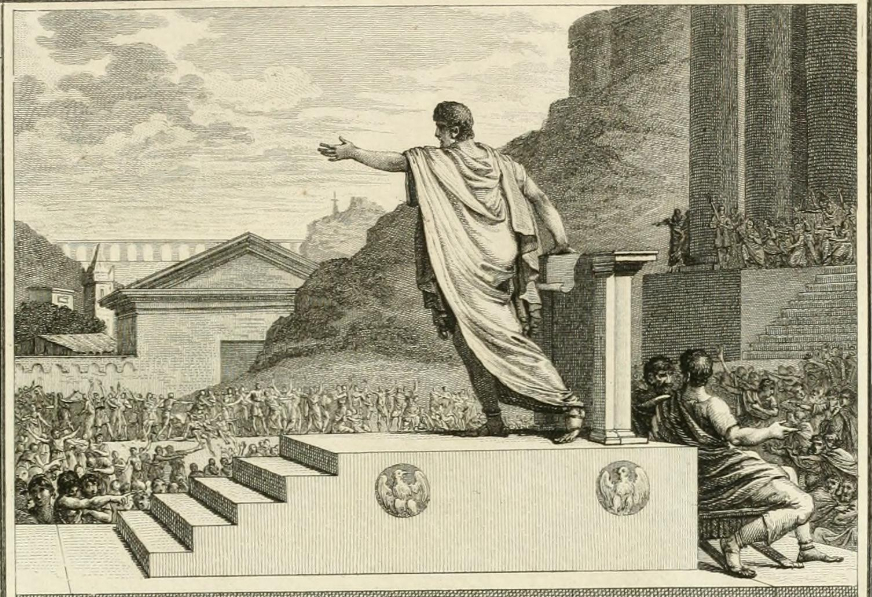
"Caio Graco presidindo o Concílio Plebeu." (1799), gravura de Silvestre David Mirys

Várias classificações são propostas por escritores, as mais importantes são:
- Magistrados ordinários, magistrados extraordinários (Magistratus ordinarii, magistratus extraordinarii) - O primeira tipo era regularmente eleito a intervalos definidos diferentemente do segundo. Os principais magistrados ordinários eram os cônsules, os pretores, os edis, os questores, a tribuno da plebe e os censores; os principais magistrados extraordinários (magistratus extraordinarii) eram o ditador, o mestre da cavalaria e o interrex. Os decênviros jurídicos (Decemviri legibus scribendis)[4]) e o tribuno militar com poder consular existiam sob circunstâncias que os impede de ser classificados apropriadamente, embora, de acordo com a definição, eles deve ser classificados como extraordinários. O prefeito urbano era um magistrado ordinário abaixo do rei, extraordinário durante o período da república e novamente tornou-se ordinário sob o império.
- Magistrado curul (Magistratus curules) e magistrado não curul (magistratus non curules) - o primeiro seriam os cônsules, os pretores, os edis, os censores e possivelmente o ditador, o mestre da cavalaria e o carcereiro da cidade. Duvidosamente inclui-se os decênviros jurídicos e o tribuno militar com poder consular. Esta distinção é importante porque aqueles que nasceram oficiais edis eram nobres e desfrutavam do ius imaginum.
- Magistrado patrício (Magistratus patricii) e magistrado plebeu (magistratus plebeii) - originalmente todos os grandes gabinetes do estados eram preenchidos exclusivamente pelos patrícios, exceto o tribuno da plebe e os edis plebeus da qual, desde o período de sua instituição até o fechamento da república, os plebeus eram elegíveis.
- Magistrado maior (Magistratus maiores) e magistrado menor (magistratus menores) - classicamente reúnem os oficiais menores como os triúnviros principais (triumviri capitales) e os os triúnviros monetários (triumviri monetales).

Outros modos de classificação encontrados são com referência a pessoa: patrícios, plebeus e mistos e mesmo por sua residência como urbano e provincial.